# Rose Cohen
Rose Cohen (30 de junio de  1894 – 28 de noviembre de 1937) fue una feminista y sufragista de origen judío nacida en Gran Bretaña. Fue miembro y fundadora del Partido Comunista de Gran Bretaña, y trabajó para la Internacional Comunista desde el 1920 al 1929. Entre los años 1931 y 1937, Cohen hacía la función de editora extranjera del periódico The Moscow News. Fue ejecutada durante la Gran Purga y rehabilitada póstumamente en 1956.

## Biografía

### Primeros años
Rose Cohen nació en 1894 en East End, un barrio del este de Londres. Nació en el seno de una familia de inmigrantes judíos procedentes de Lodz, Polonia. Su padre, Maurice Cohen, ejerció como sastre, y más tarde abrió su propio negocio que acabaría siendo muy próspero. A través de la Asociación por la Educación de los Obreros, Rose adquirió un amplio conocimiento en economía y en política y podía expresarse con fluidez en tres idiomas diferentes. Esto supuso un gran logro para una hija de inmigrantes. Cohen se unió al movimiento sufragista en Gran Bretaña en la primera década de 1900. En 1916, el Servicio de Inteligencia Británica la puso bajo vigilancia. Las transcripciones de cartas interceptadas y de llamadas de teléfono se hicieron públicas en 2003.
La educación que había recibido le permitió conseguir un trabajo en el Consejo del Condado de Londres, donde trabajó hasta 1917. Más tarde empezó a trabajar en el Departamento de Investigación Laboral, que dejó en 1920. A finales de la Primera Guerra Mundial este departamento se convirtió en el lugar de reunión para los jóvenes intelectuales de izquierdas. En sus memorias, Maurice Reckitt escribió que Cohen «tenía mucha vitalidad y encanto... y probablemente fue la persona más popular de nuestro pequeño movimiento...». En 1920 fundó junto con otros miembros el Partido Comunista de Gran Bretaña.
Sus coetáneos la describieron como energética, inteligente, culta y hermosa. Todos los hombres que la conocían hablaban de su sonrisa, pero decían que «no era consciente de su mágica cualidad». De entre los admiradores de Cohen, Harry Pollitt fue el más persistente. Pollitt escribió «Rose Cohen, la mujer de la que estoy enamorado y que me ha rechazado 14 veces» en una fotografía de esta exhibida en una exposición del People’s History Museum en Manchester.

### Trabajo en la Internacional Comunista
A principios de los años 20, Cohen viajó por todo el mundo como agente de la Internacional Comunista. Se le asignaron misiones secretas, entre las cuales estaban entregar mensajes y hacer transferencias monetarias de los partidos comunistas. Entre 1922 y 1923 pasó largos periodos de tiempo en la Unión Soviética, y viajó también a Finlandia, Alemania, Lituania, Estonia, Letonia, Turquía, Francia, Noruega, Suecia y Dinamarca. Como mensajera de la Internacional Comunista, Cohen hizo transferencias de importantes cantidades de dinero a los partidos comunistas de estos países.
En 1925, Cohen trabajó en la embajada soviética de Londres y pasó, también, varios meses en París en una misión secreta para la Internacional Comunista y entregó grandes sumas de dinero al Partido Comunista de Francia. Ese mismo año, conoció a David Petrovsky, con quien se casó más tarde.

### Vida en Moscú
En 1927, por instrucciones del Comité Central del Partido Comunista de Gran Bretaña, Cohen fue a trabajar a Moscú, y el mismo año se unió al Partido Comunista Ruso.
A principios de 1929, Cohen se casó con David Petrovsky, y en diciembre del mismo año dio a luz a su hijo Alexey (Alyosha). Durante ese año pasó seis meses en el extranjero, y realizó viajes a China, Japón, Polonia y Alemania por asuntos de la Internacional Comunista.
En 1930, Cohen se matriculó en la Escuela Internacional Lenin de la Internacional Comunista, y a partir de 1931 trabajó allí para más tarde convertirse en jefa del Ministerio de Relaciones Exteriores y de la Mancomunidad de Naciones, y editora del Moscow Daily News. Cohen y Petrovsky eran considerados como la «pareja de oro de la comunidad de expatriados en Moscú», y su apartamento se convirtió en un punto de encuentro.

### Víctima del terror de Stalin
En el verano de 1936, Cohen fue a Londres sin su hijo, pues no le permitieron realizar el viaje con él. La hermana de Rose, Nellie, pensaba que Rose estaba «distraída y algo triste, y que si no hubiera sido por Alyosha quizá no habría vuelto».
En marzo de 1937 David Petrovsky fue arrestado, y Cohen fue expulsada del Partido Comunista de la Unión Soviética. El 13 de agosto fue arrestada en Moscú y se le acusó de ser una espía de Reino Unido.
Rose negó todos los cargos hasta el 29 de octubre de 1937. Hubo una audiencia a puerta cerrada el 28 de noviembre a las 14:20 h. A Cohen no se le dio la oportunidad de llevar abogados o testigos «de acuerdo con la Ley del 1 de diciembre de 1934». Ella «se declaró no culpable, negó todas las acusaciones y rehusó confirmar el testimonio que dio durante la investigación preliminar, alegando que era falsa». Se volvió a declarar no culpable en su declaración final. Sin embargo, en la sentencia dictada veinte minutos después del inicio de los procedimientos legales, se declaró culpable a Cohen. Ese mismo día, Cohen fue ejecutada.

### La reacción de Reino Unido
Después del arresto de Cohen, los líderes comunistas Harry Pollitt y Willie Gallacher apelaron al secretario general del Comité Ejecutivo de la Internacional Comunista, Georgi Dimitrov, y se les aconsejó «no interferir». Como resultado, el Partido Comunista de Gran Bretaña no presentó ninguna queja, ni tampoco apoyó la presentada por los socialistas de izquierda con una carta escrita por Maurice Reckitt.
El Gobierno del Reino Unido no negó los rumores de que Cohen hubiera adquirido la nacionalidad soviética, ni los de que ya formara parte de la Unión Soviética en el momento de su arresto. Sin embargo, los registros muestran que Cohen no se nacionalizó y que siguió siendo ciudadana británica hasta su muerte. La queja de la Embajada Británica llegó tarde y únicamente fue expresada de manera oficial en abril de 1938. La queja no ayudó ni a su hijo, Alexey Petrovsky, ni a su marido, David Petrovsky. En 1937, con tan solo siete años, Alexey acabó en un orfanato con la etiqueta de «hijo de los enemigos de la gente». La hermana y los hermanos de Rose contaron a todo el mundo que Rose y Alyosha habían muerto debido a una pulmonía en la URSS, y se olvidaron de Alyosha durante cincuenta años.

### Rehabilitación política y familia
Después del XX Congreso del Partido Comunista de la Unión Soviética, el único hijo de Cohen presentó una apelación para revisar el caso, y el 8 de agosto de 1956 el Colegio Militar de la Corte Suprema de la URSS invalidó la resolución contra Cohen del 28 de noviembre de 1937. Se retiraron todos los cargos y se desestimó el caso por falta del cuerpo del delito. Cohen fue póstumamente reconocida como víctima de represiones políticas.
Cohen y David Petrovsky tuvieron un hijo, Alexey D. Petrovsky (1929–2010), que obtuvo el Doctorado en Ciencias Geológicas y Mineralógicas, y fue un academicista de la Academia Rusa de Ciencias Naturales. Su nieto, Michael A. Petrovsky tiene un doctorado en Física y Matemáticas. Sus bisnietos son Maria Petrovskaya y Alexey M. Petrovsky.